# Symphogear
Symphogear, anche nota in Giappone come Senki zesshō Symphogear (戦姫絶唱シンフォギア?, Senki zesshō Shinfogia, lett. "La superba canzone delle valchirie: Symphogear"), è una serie televisiva anime prodotta dalla Encourage Films in collaborazione con lo studio Satelight, trasmessa sulla Tokyo MX tra il 6 gennaio e il 30 marzo 2012. Una seconda, terza e quarta stagione, intitolate Senki zesshō Symphogear G, Senki zesshō Symphogear GX e  Senki zesshō Symphogear AXZ, sono andate in onda sulle televisioni giapponesi da luglio a settembre rispettivamente del 2013, del 2015 e del 2017. La quinta stagione è stata trasmessa dal 6 luglio al 28 settembre 2019.

## Trama
Tsubasa Kazanari e Kanade Amō, una famosa coppia di idol chiamata Zwei Wing, combattono segretamente una razza aliena nota come Noise usando le cosiddette armature Symphogear. Un giorno però Kanade, per proteggere una ragazza di nome Hibiki Tachibana, ferita gravemente da un Noise proprio mentre assisteva ad un concerto delle Zwei Wing, è costretta a sacrificare se stessa. Due anni dopo, mentre Tsubasa continua ad affrontare i Noise da sola, Hibiki, ora studentessa dell'Accademia privata di musica Lydian, scopre di aver ereditato involontariamente il potere di Kanade.

## Personaggi

### Personaggi principali
Hibiki Tachibana (立花 響?, Tachibana Hibiki)
Doppiata da: Aoi Yūki
La protagonista della serie e utilizzatrice della reliquia Gungnir. Due anni prima dell'inizio della serie, mentre assisteva ad un concerto delle Zwei Wing, rimane gravemente ferita da un detrito proveniente dal Symphogear di Kanade. Questo detrito si rivela essere un frammento intriso del potere della reliquia Gungnir che le permette di equippaggiare un Symphogear. In seguito agli eventi del primo episodio diventa un membro ufficiale della Sezione 2 e, a partire da GX, della S.O.N.G.
Tsubasa Kazanari (風鳴 翼?, Kazanari Tsubasa)
Doppiata da: Nana Mizuki
Utilizzatrice della reliquia Ame-no-Habakiri ed ex-membro delle Zwei Wing. Dopo la morte di Kanade, Tsubasa ha proseguito la sua carriera musicale come solista e ha continuato a combattere i Noise come membro della Sezione 2, oltre a frequentare la Lydian. Inizialmente si rifiuta di combattere assieme a Hibiki, ma nel corso degli episodi il loro rapporto migliora e diventano buone amiche. A partire da GX diventa un membro della S.O.N.G.
Chris Yukine (雪音 クリス?, Yukine Kurisu)
Doppiata da: Ayahi Takagaki
Utilizzatrice della reliquia Ichaival. Inizialmente è un nemico della Sezione 2 ma, dopo essere stata tradita da Fine, si unisce alla squadra formata da Hibiki e Tsubasa e inizia a combattere i Noise assieme a loro. A partire da G Chris diventa una studentessa della Lydian, oltre che un membro a pieno titolo della Sezione 2. A partire da GX diventa un membro della S.O.N.G. e inizia a svolgere il suolo di senpai per Kirika e Shirabe.
Miku Kohinata (小日向 未来?, Kohinata Miku)
Doppiata da: Yuka Iguchi
Studentessa della Lydian e migliore amica di Hibiki. Inizialmente tenuta all'oscuro della vicenda di Hibiki, durante la prima stagione viene a conoscenza dell'esistenza della Sezione 2 e della vita "segreta" di Hibiki. In G viene rapita dalla F.I.S. e diventa una utilizzatrice temporanea della reliquia Shénshòujìng.
Maria Cadenzavna Eve (マリア・カデンツァヴナ・イヴ?, Maria Kadentsavuna Ivu)
Doppiata da: Yōko Hikasa
Introdotta in G. Nella seconda stagione utilizza una copia della reliquia Gungnir ma, a partire da GX, diviene l'utilizzatrice della reliquia Airgetlám. In G è uno dei membri dell'organizzazione terroristica F.I.S. e prende attivamente parte al piano che vuole impedire la caduta della Luna sulla terra. Da GX in poi diventa un membro della S.O.N.G. Durante le varie serie svolge un ruolo di "sorella maggiore" per Shirabe e Kirika.
Shirabe Tsukuyomi (月読 調?, Tsukuyomi Shirabe)
Doppiata da: Yoshino Nanjō
Introdotta in G. Utilizzatrice della reliquia Shul Shagana e migliore amica di Kirika. In G fa parte dell'organizzazione terroristica F.I.S., mentre da GX in poi diventa un membro della S.O.N.G. e inizia a frequentare l'Accademia Lydian
Kirika Akatsuki (暁 切歌?, Akatsuki Kirika)
Doppiata da: Ai Kayano
Introdotta in G. Utilizzatrice della reliquia Igalima e migliore amica di Shirabe. In G fa parte dell'organizzazione terroristica F.I.S., mentre da GX in poi diventa un membro della S.O.N.G. e inizia a frequentare l'Accademia Lydian.

### Sezione 2 del Corpo Risposta ai Disastri/S.O.N.G. (Squad Of Nexus Guardians)
Genjūrō Kazanari (風鳴 弦十郎?, Kazanari Genjūrō)
Doppiato da: Hideo Ishikawa
È lo zio di Tsubasa. Nelle prime due stagioni è il comandante della Sezione 2, mentre in GX diventa il comandante della S.O.N.G. È dotato di una forza sovrumana e di un'ottima conoscenza delle tecniche di combattimento, tanto che è capace di sopraffare persino le utilizzatrici di Symphogear. Non può però combattere i Noise perché manca delle protezioni necessarie per evitare la carbonizzazione causata dai Noise. Oltre a dirigere la Sezione 2/S.O.N.G. svolge anche il ruolo di maestro di arti marziali per Hibiki e le altre utilizzatrici di Symphogear.
Shinji Ogawa (緒川 慎次?, Ogawa Shinji)
Doppiato da: Sōichirō Hoshi
Membro della Sezione 2/S.O.N.G. e agente di Tsubasa. Abile utilizzatore di tecniche ninja, è spesso utilizzato per missioni sotto copertura e di infiltrazione.
Aoi Tomosato (友里 あおい?, Tomosato Aoi)
Doppiata da: Asami Seto
Sakuya Fujitaka (藤尭 朔也?, Fujitaka Sakuya)
Doppiato da: Kenji Akabane
Elfnein (エルフナイン?, Erufinien)
Doppiata da: Misaki Kuno

### Antagonisti
Ryōko Sakurai (櫻井 了子?, Sakurai Ryōko) / Finé (フィーネ?, Fīne)
Doppiata da: Miyuki Sawashiro
Dr. Ver (ウェル博士?, Ueru-hakase)
Doppiato da: Tomokazu Sugita
Carol Malus Dienheim (キャロル・マールス・ディーンハイム?, Kyaroru Maarusu Dienheimu)
Doppiata da: Inori Minase
Phara Suyūf (ファラ・スユーフ?, Fara Suyūfu)
Doppiata da: Masumi Tazawa
Leiur Darāhim (レイア・ダラーヒム?, Reia Darāhimu)
Doppiata da: Shizuka Ishigami
Garie Tūmān (ガリィ・トゥーマーン?, Garyi Tūmān)
Doppiato da: Michiyo Murase
Micha Jawkān (ミカ・ジャウカーン?, Mika Jaukān)
Doppiata da: Shiori Izawa
Saint-Germain (サンジェルマン?, Sanjeruman)
Doppiata da: Minako Kotobuki
Cagliostro (カリオストロ?, Kariosutoro)
Doppiata da: Aoi Shouta
Prelati (プレラーティ?, Purerāti)
Doppiata da: Rina Hidaka
Tiki (ティキ?, Tiki)
Doppiata da: Hina Kino
Adam Weishaupt (アダム・ヴァイスハウプト?, Adamu Vaisuhauputo)
Doppiato da: Shinichiro Miki
Fudō Kazanari (風鳴 訃堂?,  Kazanari Fudō)
Doppiato da: Mugihito
Vanessa Diodati (ヴァネッサ・ディオダテ?, Vanessa Diodati)
Doppiata da: M.A.O
Millaarc Cranstoun  (ミラアルク・クランシュトウン?, Miraaruku Kuranshuton)
Doppiata da: Aimi
Elsa Bête  (エルザ・ベート?, Eruza Bēto)
Doppiata da: Kana Ichinose
Shem Ha Mephorash (シェム・ハ・メフォラス?, Shemu Ha Meforasu)
Doppiata da: Noriko Hidaka

### Altri personaggi
Kanade Amou (天羽 奏?, Amō Kanade)
Doppiata da: Minami Takayama
Yumi Itaba (板場 弓美?, Itaba Yumi)
Doppiata da: Chinatsu Akasaki
Kuriyo Andō (安藤 創世?, Andō Kuriyo)
Doppiata da: Mikako Komatsu
Shiori Terashima (寺島 詩織?, Terashima Shiori)
Doppiata da: Nao Tōyama
Masahito Shibata (斯波田 賢仁?, Shibata Masahito)
Doppiato da: Hidekatsu Shibata
Serena Cadenzavna Eve (セレナ・カデンツァヴナ・イヴ?, Serena Kadentsavuna Ivu)
Doppiata da: Yui Horie
Professoressa Nastassja (ナスターシャ教授?, Nasutāsha-kyouju)
Doppiata da: Kikuko Inoue
Izak Malus Dienheim (イザーク・マールス・ディーンハイム?, Izāku Maarusu Dienheimu)
Doppiata da: Kōichi Tōchika
Yatsuhiro Kazanari (風鳴 八紘 ?, Kazanari Yatsuhiro)
Doppiato da: Kazuhiro Yamaji
Akira Tachibana (立花 洸 ?, Tachibana Akira)
Doppiato da: Toshihiko Seki
Sonia Virena (ソーニャ・ビレーナ?, Sōnya Birēna)
Doppiata da: Natsumi Fujiwara
Stephan Virena (ステファン・ビレーナ?, Sutefan Birēna)
Doppiato da: Asuna Tomari
Enki (エンキ?, Enki)
Doppiato da: Takeshi Kusao

## Media

### Manga
Un adattamento manga, illustrato da Dan Yoshii, è stato serializzato sulla rivista Newtype Ace della Kadokawa Shoten tra i numeri di novembre 2011 ed aprile 2013. Tre volumi tankōbon sono stati pubblicati tra l'8 maggio 2012 e il 6 luglio 2013.

#### Volumi
| Nº | Data di prima pubblicazione | Data di prima pubblicazione | Data di prima pubblicazione |
| Nº | Giapponese                  | Giapponese                  |                             |
| -- | --------------------------- | --------------------------- | --------------------------- |
| 1  | 8 maggio 2012               | ISBN 978-4-04-120215-9      |                             |
| 2  | 7 febbraio 2013             | ISBN 978-4-04-120590-7      |                             |
| 3  | 6 luglio 2013               | ISBN 978-4-04-120789-5      |                             |

### Anime
Il progetto televisivo anime, prodotto dalla Encourage Films in collaborazione con la Satelight, ha iniziato la trasmissione televisiva sulla Tokyo MX il 6 gennaio 2012. In America del Nord i diritti sono stati acquistati dalla Funimation e la serie è stata trasmessa in streaming in contemporanea col Giappone da Niconico. Il 5 settembre 2012 Thomas Romain, un animatore della serie, ha scritto su Twitter "per coloro a cui è piaciuto Symphogear, ci saranno presto buone notizie!", più tardi rivelando il 6 ottobre 2012 che la produzione di una seconda stagione aveva avuto inizio. La serie, intitolata Senki Zesshō Symphogear G, è stata trasmessa infatti tra il 4 luglio e il 26 settembre 2013. Una terza stagione, annunciata ad un evento live della serie tenutosi nel dicembre 2013 e intitolata Senki zesshō Symphogear GX, è andata in onda dal 3 luglio al 25 settembre 2015, mentre una quarta stagione, intitolata Senki zesshō Symphogear AXZ, ha iniziato la messa in onda il 1º luglio 2017. ed è terminata il 30 settembre successivo. La quinta stagione, intitolata Senki zesshō Symphogear XV, è iniziata il 6 luglio 2019.

#### Episodi

##### Senki zesshō Symphogear
| Nº | Titolo italiano (traduzione letterale) Giapponese 「Kanji」 - Rōmaji                                                                      | In onda          | In onda |
| Nº | Titolo italiano (traduzione letterale) Giapponese 「Kanji」 - Rōmaji                                                                      | Giapponese       |         |
| 1  | Il battito del risveglio 「覚醒の鼓動」 - Kakusei no kodō                                                                                 | 6 gennaio 2012   |         |
| 2  | Rumore e dissonanza 「雑音と不協和音と」 - Zatsuon to fukyōwaon to                                                                        | 13 gennaio 2012  |         |
| 3  | Passando nella notte 「夜にすれ違う」 - Yoru ni surechigau                                                                                | 20 gennaio 2012  |         |
| 4  | Lacrime versate 「落涙」 - Rakurui | 27 gennaio 2012  |         |
| 5  | Dal profondo dell'abisso oscuro 「なお昏き深淵の底から」 - Nao kuraki shinen no soko kara                                                 | 3 febbraio 2012  |         |
| 6  | Dove le indicazioni conducono 「兆しの行方は」 - Kizashi no yukue wa                                                                      | 10 febbraio 2012 |         |
| 7  | Verso il fato che non smette mai di assalirci 「撃ちてし止まぬ運命のもとに」 - Uchiteshi yamanu unmei no motoni                           | 17 febbraio 2012 |         |
| 8  | Eclissi totale di sole 「陽だまりに翳りなく」 - Hi damari ni kageri naku                                                                  | 24 febbraio 2012 |         |
| 9  | La canzone della sentinella 「防人の歌」 - Sakimori no uta                                                                                | 2 marzo 2012     |         |
| 10 | I legami formatisi tenendosi per mano 「繋いだ手だけが紡ぐもの」 - Tsunaida te dakega tsumugumono                                         | 9 marzo 2012     |         |
| 11 | Perforare la luna 「月を穿つ」 - Tsuki o ugatsu                                                                                           | 16 marzo 2012    |         |
| 12 | Symphogear 「シンフォギア」 - Shinfogia                                                                                                   | 23 marzo 2012    |         |
| 13 | Meteoroide, caduta, incendio, scomparsa, e poi… 「流れ星、堕ちて燃えて尽きて、そして―」 - Nagareboshi, ochite koete kotogotokite, soshite | 30 marzo 2012    |         |

##### Senki zesshō Symphogear G

Logo della serie

| Nº    | Titolo italiano (traduzione letterale) Giapponese 「Kanji」 - Rōmaji                                                                                   | In onda           | In onda |
| Nº    | Titolo italiano (traduzione letterale) Giapponese 「Kanji」 - Rōmaji                                                                                   | Giapponese        |         |
| 1     | La ragazza del Gungnir 「ガングニールの少女」 - Gangunīru no shōjo                                                                                     | 4 luglio 2013     |         |
| 2     | Il potere e l'inganno nel mio cuore 「胸に力と偽りと」 - Mune ni chikara to itsuwari to                                                                | 11 luglio 2013    |         |
| 3     | Coloro che desiderano la fine, coloro che affrontano la fine 「終焉を望む者、終焉に臨む者」 - Shūen o nozomumono, shūen ni nozomumono                  | 18 luglio 2013    |         |
| 4     | Un posto che posso chiamare casa 「あたしの帰る場所」 - Atashi no kaeru basho                                                                          | 25 luglio 2013    |         |
| 5     | La serenata del bagno di sangue 「血飛沫の小夜曲」 - Chi shibuki no sayokyoku                                                                          | 1º agosto 2013    |         |
| 6     | Miracolo - Quello è un sentiero crudele 「奇跡ーーそれは残酷な軌跡」 - Kiseki - Sore wa zankoku na kiseki                                              | 8 agosto 2013     |         |
| 7     | Per te, presto incapace di essere te stessa 「君でいられなくなるキミに」 - Kimi de irare nakunaru kimi ni                                              | 15 agosto 2013    |         |
| 8     | Mano nella mano… per la mia me stessa confusa 「繋ぐ手と手…戸惑うわたしのため…」 - Tsunagu te to te… tomadou watashi no tame…                          | 22 agosto 2013    |         |
| 9     | Il racconto dell'eroe 「英雄故事」 - Eiyū koji | 29 agosto 2013    |         |
| 10    | Conto alla rovescia per la perdita 「喪失までのカウントダウン」 - Sōshitsu made no kauntodaun                                                          | 5 settembre 2013  |         |
| 11    | L'arca del destino 「ディスティニーアーク」 - Disutinī āku                                                                                             | 12 settembre 2013 |         |
| 12    | Lancia offensiva 「撃槍」 - Gakisō | 19 settembre 2013 |         |
| 13    | In lontananza, quel giorno, quando la stella divenne musica… 「遥か彼方、星が音楽となった…かの日」 - Haruka kanata, hoshi ga ongaku to natta… ka no hi | 26 settembre 2013 |         |
| OAV 1 | La non così superba canzone delle valchirie: Symphogear 1 「戦姫絶唱しないシンフォギア1」 - Senki Zesshōshinai Shinfogia 1                             | 5 febbraio 2014   |         |
| OAV 2 | La non così superba canzone delle valchirie: Symphogear 2 「戦姫絶唱しないシンフォギア2」 - Senki Zesshōshinai Shinfogia 2                             | 5 marzo 2014      |         |

##### Senki zesshō Symphogear GX
| Nº    | Titolo italiano Giapponese 「Kanji」 - Rōmaji                                                                                       | In onda           | In onda |
| Nº    | Titolo italiano Giapponese 「Kanji」 - Rōmaji                                                                                       | Giapponese        |         |
| 1     | Assassinare i miracoli 「奇跡の殺戮者」 - Kiseki no satsuriku-sha                                                                   | 3 luglio 2015     |         |
| 2     | Prima che distrugga il mondo 「世界を壊す──その前に」 - Sekai o kowasu, sono mae ni                                                 | 10 luglio 2015    |         |
| 3     | Il crepuscolo delle guerriere 「奏者たちの黄昏」 - Sōsha-tachi no tasogare                                                          | 17 luglio 2015    |         |
| 4     | Gungnir, ancora una volta 「ガングニール、再び」 - Gangunīru, futatabi                                                              | 24 luglio 2015    |         |
| 5     | Edge Works | 31 luglio 2015    |         |
| 6     | Spada sguainata 「抜剣」 - Bakken                                                                                                   | 7 agosto 2015     |         |
| 7     | Fai brillare la luce, e rimani fedele a te stessa 「輝きを継ぐ、君らしく」 - Kagayaki o tsugu, kimi rashiku                         | 14 agosto 2015    |         |
| 8     | Il coraggio di affrontarlo 「向き合う勇気」 - Mukiau yūki                                                                           | 21 agosto 2015    |         |
| 9     | A metà di un sogno 「夢の途中」 - Yume no tochū                                                                                     | 28 agosto 2015    |         |
| 10    | È così crudele, ma 「こんなにも、残酷だけど」 - Konna ni mo, zankoku dakedo                                                         | 4 settembre 2015  |         |
| 11    | Sto bene, va tutto bene 「へいき、へっちゃら」 - Heiki, hecchara                                                                    | 11 settembre 2015 |         |
| 12    | GX | 18 settembre 2015 |         |
| 13    | Credi nella giustizia e stringila tra le mani 「正義を信じて、握り締めて」 - Seigi o shinjite, nigiri shimete                       | 25 settembre 2015 |         |
| OAV 1 | La non così superba canzone delle valchirie GX: Symphogear 1 「戦姫絶唱しないシンフォギアGX 1」 - Senki Zesshōshinai Shinfogia GX 1 | 25 novembre 2015  |         |
| OAV 2 | La non così superba canzone delle valchirie GX: Symphogear 2 「戦姫絶唱しないシンフォギアGX 2」 - Senki Zesshōshinai Shinfogia GX 2 | 23 dicembre 2015  |         |
| OAV 3 | La non così superba canzone delle valchirie GX: Symphogear 3 「戦姫絶唱しないシンフォギアGX 3」 - Senki Zesshōshinai Shinfogia GX 3 | 27 gennaio 2016   |         |
| OAV 4 | La non così superba canzone delle valchirie GX: Symphogear 4 「戦姫絶唱しないシンフォギアGX 4」 - Senki Zesshōshinai Shinfogia GX 4 | 24 febbraio 2016  |         |

##### Senki zesshō Symphogear AXZ
| Nº    | Titolo italiano Giapponese 「Kanji」 - Rōmaji                                                                                              | In onda           | In onda |
| Nº    | Titolo italiano Giapponese 「Kanji」 - Rōmaji                                                                                              | Giapponese        |         |
| 1     | Spettacolo infernale a Val Verde 「バルベルデ地獄変」 - Baruberude Jigokuhen                                                               | 1º luglio 2017    |         |
| 2     | L'ultima risorsa 「ラストリゾート」 - Rasuto Rizōto                                                                                        | 8 luglio 2017     |         |
| 3     | Un oroscopo tracciato da ingranaggi 「歯車が描くホロスコープ」 - Haguruma ga Kaku Horosukōpu                                               | 15 luglio 2017    |         |
| 4     | Chrysopoeia - La trasmutazione dell'oro 「黄金錬成」 - Ougon Rensei                                                                        | 22 luglio 2017    |         |
| 5     | Rischia la vita su un campo di battaglia fittizio 「虚構戦域に命を賭して」 - Kyokō Sen'iki ni Inochi o Toshite                             | 29 luglio 2017    |         |
| 6     | Emergere dal letto di morte 「決死圏からの浮上」 - Kesshi-ken Kara no Fujō                                                                 | 5 agosto 2017     |         |
| 7     | ARCANA No.00 | 12 agosto 2017    |         |
| 8     | Tra il passato e il futuro 「過去と未来の狭間で」 - Kako to Mirai no Hazama de                                                             | 19 agosto 2017    |         |
| 9     | Coniglio Blu 「碧いうさぎ」 - Aoi Usagi | 26 agosto 2017    |         |
| 10    | Antikithera 「アン・ティキ・ティラ」 - An Tiki Tira                                                                                        | 9 settembre 2017  |         |
| 11    | Il pinnacolo della luce divina 「神威赫奕の極みに達し」 - Kamoi Kakuyaku no Kiwami ni Tasshi                                               | 16 settembre 2017 |         |
| 12    | AXZ | 23 settembre 2017 |         |
| 13    | Versando tante lacrime, la realtà che osservi è... 「涙を重ねる度、証明される現実は」 - Namida wo Kasaneru Tabi, Shōmei sareru Genjitsu wa | 30 settembre 2017 |         |
| OAV 1 | La non così superba canzone delle valchirie AXZ: Symphogear 1 「戦姫絶唱しないシンフォギアAXZ 1」 - Senki Zesshōshinai Shinfogia AXZ 1     | 29 novembre 2017  |         |
| OAV 2 | La non così superba canzone delle valchirie AXZ: Symphogear 2 「戦姫絶唱しないシンフォギアAXZ 2」 - Senki Zesshōshinai Shinfogia AXZ 2     | 27 dicembre 2017  |         |
| OAV 3 | La non così superba canzone delle valchirie AXZ: Symphogear 3 「戦姫絶唱しないシンフォギアAXZ 3」 - Senki Zesshōshinai Shinfogia AXZ 3     | 31 gennaio 2018   |         |
| OAV 4 | La non così superba canzone delle valchirie AXZ: Symphogear 4 「戦姫絶唱しないシンフォギアAXZ 4」 - Senki Zesshōshinai Shinfogia AXZ 4     | 28 febbraio 2018  |         |

##### Senki zesshō Symphogear XV
| Nº    | Titolo italiano Giapponese 「Kanji」 - Rōmaji | In onda           | In onda |
| Nº    | Titolo italiano Giapponese 「Kanji」 - Rōmaji | Giapponese        |         |
| 1     | Dall'Orizzonte della Storia Umana 「バルベルデ地獄変」 - Jinrui-shi no Kanata kara                                                                              | 6 luglio 2019     |         |
| 2     | Il giorno in cui cadde il cielo 「人類史の彼方から」 - Sora ga Ochiru Hi                                                                                        | 13 luglio 2019    |         |
| 3     | Penny Dreadful | 20 luglio 2019    |         |
| 4     | Il nome del fiore è Amalgam 「花の名は、アマルガム」 - Hana no Na wa, Amarugamu                                                                                 | 27 luglio 2019    |         |
| 5     | Il segreto del contenitore 「かばんの隠し事」 - Kaban no Kakushigoto                                                                                            | 3 agosto 2019     |         |
| 6     | Xenoglassia 「ゼノグラシア」 - Zenogurashia | 10 agosto 2019    |         |
| 7     | Spezza i legami che ti tengono imprigionata 「もつれた糸を断ち切って」 - Motsureta Ito o Tachikitte                                                             | 17 agosto 2019    |         |
| 8     | XV | 24 agosto 2019    |         |
| 9     | Sono un padre 「I am a father」 | 31 agosto 2019    |         |
| 10    | Non un rozzo color ruggine 「もつれた糸を断ち切って」 - Iyashiki Sabiiro ni Hizu                                                                                | 7 settembre 2019  |         |
| 11    | Tutto ha inizio dalle parole 「ハジメニコトバアリキ」 - Hajime ni Kotoba Ariki                                                                                  | 14 settembre 2019 |         |
| 12    | Senki Zessho 「戦姫絶唱」 - Senki Zesshō | 21 settembre 2019 |         |
| 13    | Diamo vita alla storia con la Luce che nemmeno le divinità conoscono 「神様も知らないヒカリで歴史を創ろう」 - Kami-sama mo Shiranai Hikari de Rekishi o Tsukurō | 28 settembre 2019 |         |
| OAV 1 | La non così superba canzone delle valchirie XV: Symphogear 1 「戦姫絶唱しないシンフォギアXV 1」 - Senki Zesshōshinai Shinfogia XV 1                             | 4 dicembre 2019   |         |
| OAV 2 | La non così superba canzone delle valchirie XV: Symphogear 2 「戦姫絶唱しないシンフォギアXV 2」 - Senki Zesshōshinai Shinfogia XV 2                             | 8 gennaio 2020    |         |
| OAV 3 | La non così superba canzone delle valchirie XV: Symphogear 3 「戦姫絶唱しないシンフォギアXV 3」 - Senki Zesshōshinai Shinfogia XV 3                             | 5 febbraio 2020   |         |
| OAV 4 | La non così superba canzone delle valchirie XV: Symphogear 4 「戦姫絶唱しないシンフォギアXV 4」 - Senki Zesshōshinai Shinfogia XV 4                             | 4 marzo 2020      |         |

## Colonna sonora
Sigle d'apertura
Synchrogazer di Nana Mizuki (1ª stagione; sigla finale dell'episodio 12; insert song dell'episodio 13)
Vitalization di Nana Mizuki (2ª stagione; sigla finale dell'episodio 12; insert song dell'episodio 13)
Exterminate di Nana Mizuki (3ª stagione; insert song dell'episodio 13)
TESTAMENT di Nana Mizuki (4ª stagione; sigla finale dell'episodio 12; insert song dell'episodio 13)
METANOIA di Nana Mizuki (5ª stagione; sigla finale dell'episodio 12; insert song dell'episodio 13)
Sigle di chiusura
Meteor Light di Ayahi Takagaki (1ª stagione; sigla iniziale dell'episodio 12)
Next Destination di Ayahi Takagaki (2ª stagione; sigla iniziale dell'episodio 12)
Rebirth-day di Ayahi Takagaki (3ª stagione; sigla iniziale dell'episodio 12)
Futurism di Ayahi Takagaki (4ª stagione; insert song dell'episodio 12)
Lasting Song di Ayahi Takagaki (5ª stagione; sigla iniziale dell'episodio 12)
Itsuka no Niji, Hana no Omoide di Aoi Yuki e Yuka Iguchi (OAV della 3ª e 4ª stagione)
Todoke Happy Uta Zukin! di Ayahi Takagaki (ultimo OAV della 4ª stagione)
Insert song della 1ª stagione
Gyakkō no flügel (逆光のフリューゲル?, Gyakkō no furyūgeru, flügel in tedesco significa "ala") di Nana Mizuki e Minami Takayama (episodi 1, 13)
Orbital Beat di Nana Mizuki e Minami Takayama (episodio 1)
Kimi to iu oto kanade tsukiru made (君ト云ウ 音奏デ 尽キルマデ?) di Minami Takayama (episodio 1)
Zettō ame no habakiri (絶刀・天羽々斬?) di Nana Mizuki (episodi 1–4, 7, 12)
Gekisō - Gungnir (撃槍・ガングニール?, Gekisō Gangunīru) di Aoi Yūki (episodi 2–5)
Watashi to iu oto hibiki sono saki ni (私ト云ウ 音響キ ソノ先ニ?) di Aoi Yūki (episodi 6–8, 10)
Mayumi - Ichii-bal (魔弓・イチイバル?, Mayumi Ichiibaru) di Ayahi Takagaki (episodi 7–8, 10–11)
Koi no okehazama (恋の桶狭間?) di Nana Mizuki (episodio 9)
Flight Feathers di Nana Mizuki (episodio 9)
Tsunaida te dakega tsumugumono (繋いだ手だけが紡ぐもの?) di Ayahi Takagaki (episodio 10)
First Love Song di Aoi Yūki, Nana Mizuki e Ayahi Takagaki (episodio 13)
Insert song della 2ª stagione
Apple di Yōko Hikasa e Yui Horie (episodi 1, 5, 9, 13)
Dark Oblivion di Yōko Hikasa (episodio 1)
Seigi wo shinjite, nigirishime te (正義を信じて、握り締めて?) di Aoi Yūki (episodi 1, 5, 7)
Fushichō no furanme (不死鳥のフランメ?) di Yōko Hikasa e Nana Mizuki (episodio 1)
Ressō - Gungnir (烈槍・ガングニール?, Retsuyari Gangunīru) di Yōko Hikasa (episodi 1, 4, 8, 12)
Gekkō no tsurugi (月煌ノ剣?) di Nana Mizuki (episodi 2, 3, 9, 11)
Oukyo shul shagana (鏖鋸・シュルシャガナ?, Oukyo shuru shagana) di Yoshino Nanjō (episodi 2, 8–9)
Bye Bye Lullaby di Ayahi Takagaki (episodi 3, 9, 10)
Gokuren Igarima (獄鎌・イガリマ?) di Ai Kayano (episodio 4)
Genchaku! Denkō keiji ban (現着ッ!電光刑事バン?) di Chinatsu Akasaki, Mikako Komatsu e Nao Tōyama (episodio 4)
Kyōshitsu monochrome (教室モノクローム?, Kyōshitsu monokurōmu) di Ayahi Takagaki (episodio 4)
Orbital Beat di Yoshino Nanjō e Ai Kayano (episodio 5)
Eiyū Koji (英雄故事?) di Hideo Ishikawa e Aoi Yūki (episodio 9)
Rainbow Flower di Aoi Yūki (episodio 10)
Waikyō - Shen shoujing (歪鏡・シェンショウジン?, Waikyō shen shoujin) di Yuka Iguchi (episodio 10)
Edge Works of Goddess ZABABA di Yoshino Nanjō e Ai Kayano (episodi 11–12)
Zettō - Ame no habakiri (絶刀・天羽々斬?) di Nana Mizuki (episodio 12)
Hajimari no BABEL (始まりの歌(バベル）?, Hajimari no BABERU) di Aoi Yūki, Nana Mizuki, Ayahi Takagaki, Yoshino Nanjō, Ai Kayano e Yōko Hikasa (episodio 13)
Nijiiro no flügel (虹色のフリューゲル?, Niji iro no furyūgeru) di Aoi Yūki, Nana Mizuki, Ayahi Takagaki, Yoshino Nanjō, Ai Kayano e Yōko Hikasa (episodio 13)
Insert song della 3ª stagione
Radiant Force di  Aoi Yūki, Nana Mizuki e Ayahi Takagaki (episodio 1)
Seiten galaxy cross (星天ギャラクシィクロス?, Seiten gyarakushi kurosu) di Nana Mizuki e Yōko Hikasa (episodio 1)
Genkai toppa G-Beat (限界突破 G-beat?) di Aoi Yūki (episodi 1, 4, 8)
Glorious Break di Nana Mizuki (episodi 1, 12, 13)
Trust Heart di Ayahi Takagaki (episodi 2, 7, 10)
Beyond the Blade di Nana Mizuki (episodi 2, 9)
Overkill Scythe Hell (オーバーキルサイズ・ヘル?, Ōbākirusaizu Heru) di Ai Kayano (episodi 3, 10)
Beef stroganoff song (ビーフストロガノフのうた?, Bīfu sutoroganofu no uta) di Chinatsu Akasaki, Mikako Komatsu, Nao Tōyama, Aoi Yūki e Yuka Iguchi (episodio 3)
Ressō - Gungnir (烈槍・ガングニール?, Retsuyari Gangunīro) di Yōko Hikasa (episodio 4)
Genocide Saw Heaven (ジェノサイドソウ・ヘヴン?, Genosaido Sou Hebun) di Yoshino Nanjō (episodi 5, 8)
Just Loving X Edge di Yoshino Nanjō e Ai Kayano (episodio 5)
Bayonet Charge di Nana Mizuki e Ayahi Takagaki (episodi 5–6)
Radiant Force: Ignite ver. di Aoi Yūki, Nana Mizuki e Ayahi Takagaki (episodio 6)
Ginwan - Airgetlám (銀腕・アガートラーム?, Gin ude Agātorāmu) di Yōko Hikasa (episodi 7, 9, 12)
Ginwan - Airgetlám: Ignite ver. (銀腕・アガートラーム Ignite ver.?, Gin ude Agātorāmu Ignite ver.) di Yōko Hikasa (episodio 7)
Just Loving X Edge: Ignite ver. di Yoshino Nanjō e Ai Kayano (episodio 8)
Beyond the Blade: Ignite ver. di Nana Mizuki (episodio 9)
Trust Heart: Ignite ver. di Ayahi Takagaki (episodio 10)
Little Miracle -Grip it tight- (リトルミラクル -Grip it tight-?, Ritoru Mirakuru -Grip it tight-) di Aoi Yūki (episodio 11)
Jiānkoto - Daurdabla (殲琴・ダウルダブラ?, Jiānkoto Daurudabura) di Inori Minase (episodi 11, 12)
Say Thank You While Singing di Ai Kayano, Yoshino Nanjō e Yōko Hikasa (episodio 12)
Genkai toppa G-Beat: Ignite ver. (限界突破 G-beat Ignite ver.?) di Aoi Yūki (episodio 12)
Hajimari no babel (始まりの歌?, Hajimari no baberu) di Aoi Yūki, Nana Mizuki, Ayahi Takagaki, Yoshino Nanjō, Ai Kayano e Yōko Hikasa (episodio 13)
Nijiiro no flugel (虹色のフリューゲル?, Nijiiro no furyūgeru) di Aoi Yūki, Nana Mizuki, Ayahi Takagaki, Yoshino Nanjō, Ai Kayano, Yōko Hikasa e Minami Takayama (episodio 13)
Insert song della 4ª stagione
Gekishō  Infinity (激唱インフィニティ?, Gekishō Infiniti) di  Aoi Yūki, Nana Mizuki e Ayahi Takagaki (episodi 1, 3)
Ewigkeit (Shitō -Ewigkeit-) (エイヴィヒカイト (死灯 -エイヴィヒカイト-)?, Eivihikaito (Shitō -Eivihikaito-)) di  Minako Kotobuki, Shōta Aoi e Rina Hidaka (episodio 1)
Senritsu Sonority (旋律ソロリティ?, Senritsu Sororiti) di Ai Kayano, Yoshino Nanjō e Yōko Hikasa (episodi 1-2)
Makenai Ai ga Koko ni Aru (負けない愛が拳ここにある?) di Aoi Yūki (episodi 1, 6)
Stand Up! Ready!! di Yōko Hikasa (episodio 2)
Gekka Bijin (月下美刃?) di Nana Mizuki (episodi 3, 7)
GUN BULLET XXX di Ayahi Takagaki (episodi 4, 8)
Gekishō Infinity: Ignite ver. (激唱インフィニティ Ignite ver.?, Gekishō Infiniti Ignite ver.) di  Aoi Yūki, Nana Mizuki e Ayahi Takagaki (episodi 3, 4)
Senritsu Sonority: Ignite ver. (旋律ソロリティ Ignite ver.?, Senritsu Sororiti Ignite ver.) di Ai Kayano, Yoshino Nanjō e Yōko Hikasa (episodio 4)
Apple di Yōko Hikasa e Yui Horie (episodio 5)
Dangerous Sunshine (デンジャラス・サンシャイン?, Denjarasu Sanshain) di Ai Kayano (episodi 5, 7-8)
Melodius Moonlight (メロディアス・ムーンライト?, Merodiasu Mūnraito) di Yoshino Nanjō (episodi 6, 9)
Axia no Kaze (アクシアの風?, Akushia no Kaze) di Aoi Yūki, Nana Mizuki, Ayahi Takagaki, Yoshino Nanjō, Ai Kayano e Yōko Hikasa (episodi 6, 13)
Gizagizagirari☆Full Throttle (ギザギザギラリ☆フルスロットル?, Gizagizagirari☆Furusurottoru) di Yoshino Nanjō e Ai Kayano (episodio 7)
Change the Future di Ayahi Takagaki e Yōko Hikasa  (episodio 8)
Fūgetsu no Shissō (風月ノ疾双?) di Nana Mizuki e Yoshino Nanjō (episodio 9)
Hitsuai Duo Shout (必愛デュオシャウト?, Hitsuai Dyuo Shauto) di Aoi Yūki e Ai Kayano (episodio 10)
Hanasaku Yūki (花咲く勇気?) di Aoi Yūki (episodio 11)
UNLIMITED BEAT di Nana Mizuki (episodio 11)
Shitō -Ewigkeit- (死灯 -エイヴィヒカイト-?, Shitō -Eivihikaito-) di  Minako Kotobuki, Shōta Aoi e Rina Hidaka (episodio 12)
Nijiiro no flugel (虹色のフリューゲル?, Nijiiro no furyūgeru) di Aoi Yūki, Nana Mizuki, Ayahi Takagaki, Yoshino Nanjō, Ai Kayano, Yōko Hikasa e Minami Takayama (episodio 13)
Insert song della 5ª stagione
ALL LOVES BLAZING di  Aoi Yūki (episodi 1, 4, 11)
Rikka Ryōran (六花繚乱?) di  Aoi Yūki, Nana Mizuki, Ayahi Takagaki, Yoshino Nanjō, Ai Kayano e Yōko Hikasa (episodio 1)
FINAL COMMANDER di Nana Mizuki (episodi 1, 8)
Mikansei Ai Mapputatsu! (未完成愛Mapputatsu！?) di Ai Kayano (episodi 2, 7)
Mijuku Shōjo Buttagiri! (未熟少女Buttagiri！?) di Yoshino Nanjō (episodi 2, 3, 10)
Angelic  Remnant di Nana Mizuki e Yōko Hikasa (episodio 2)
Take this! "All loaded" di Ayahi Takagaki (episodi 3, 6, 12)
Shirogane no Honō -keep the faith-  (白銀の炎 -keep the faith- ?) di Yōko Hikasa (episodi 4, 10, 11)
Hanasaku Yūki: Amalgam Ver. (花咲く勇気?)  di Aoi Yūki e Minako Kotobuki (episodio 4)
Mata Au Hi Made (また逢う日まで?) di Misaki Kuno, cover dell'omonima canzone di Kiyohiro Okazaki  (episodio 5)
Defender'Z Brand!  di Nana Mizuki (episodi 5, 9)
Apple di Yōko Hikasa e Yui Horie (episodio 6)
Sforzando no Zankyō (スフォルツァンドの残響?, Suforutsando no Zankyō) di Inori Minase (episodi 7, 8, 12)
Cutting Edge x 2 Ready Go! di Yoshino Nanjo e Ai Kayano (Episodio 10)
Fushichō no furanme (不死鳥のフランメ?) di Yōko Hikasa e Nana Mizuki (episodio 11)
PERFECT SYMPHONY di  Aoi Yūki, Nana Mizuki, Ayahi Takagaki, Yoshino Nanjō, Ai Kayano, Yōko Hikasa e Inori Minase (episodio 13)
Xtreme Vibes di  Aoi Yūki, Nana Mizuki, Ayahi Takagaki, Yoshino Nanjō, Ai Kayano, Yōko Hikasa e Yuka Iguchi (episodio 13)
Ashita e no Flügel (未来へのフリューゲル?, Ashita e no furyūgeru) di  Aoi Yūki, Nana Mizuki, Ayahi Takagaki, Yoshino Nanjō, Ai Kayano, Yōko Hikasa e Yuka Iguchi (episodio 13)

## Altri media
Alcuni personaggi della serie appaiono in Super Heroine Chronicle, un videogioco di ruolo sviluppato da Bandai Namco Games per PlayStation 3 e PlayStation Vita.